# Bostrichobranchus digonas
Bostrichobranchus digonas is een zakpijpensoort uit de familie van de Molgulidae. De wetenschappelijke naam van de soort is voor het eerst geldig gepubliceerd in 1951 door Abbott.